# Jens Mouris
Jens Mouris (Ouderkerk aan de Amstel, Ouder-Amstel, Holanda del Nord, 12 de març de 1980) és un ciclista neerlandès, que fou professional entre el 2002 i el 2017.
Especialista en ciclisme en pista, durant la seva carrera esportiva va prendre part en tres edicions dels Jocs Olímpics d'Estiu. El 2000, a Sydney, fou setè en la prova de persecució per equips. Quatre anys més tard, als Jocs d'Atenes, fou cinquè en la mateixa prova. El 2012, a Londres, disputà els seus tercers i darrers Jocs Olímpics. En aquesta ocasió disputà tres proves del programa de ciclisme. Destaca la cinquena posició aconseguida en la prova de persecució per equips. Ha guanyat dues medalles de plata als Campionats del món de 2005 i 2006, en persecució per equips i persecució individual.
En carretera destaquen tres medalles aconseguides en la prova de contrarellotge per equips del Campionat del Món en ruta, totes corrent amb l'Orica-GreenEDGE.

## Palmarès en ruta
- 2000
  - 1r a l'OZ Wielerweekend
- 2002
  - Vencedor d'una etapa de l'Olympia's Tour
- 2004
  - 1r a la Ronde van Overijssel
  - 1r a l'Omloop van de Glazen Stad
- 2005
  - Vencedor d'una etapa del Tour d'Anvers
- 2006
  - Vencedor de 2 etapes del Tour del Brabant Való
- 2008
  - Vencedor d'una etapa del Delta Tour Zeeland
- 2010
  - 1r al Tour de Groene Hart

### Resultats a la Volta a Espanya
- 2009. 138è de la classificació general

### Resultats al Giro d'Itàlia
- 2013. 160è de la classificació general

## Palmarès en pista
- 2004
  - Campió dels Països Baixos de persecució
- 2005
  -  Medalla de plata al Campionat del Món en persecució per equips
- 2006
  - Campió d'Europa en Òmnium Endurance
  -  Medalla de plata al Campionat del Món en persecució
- 2007
  - Campió d'Europa de Madison, amb Peter Schep

### Resultats a laCopa del Món
- 2005-2006
  - 1r a la Classificació general i a la prova de Moscou, en Persecució
- 2006-2007
  - 1r a Moscou i Manchester, en Madison
- 2007-2008
  - 1r a Sydney, en Madison